# Zygophylax levinseni
Zygophylax levinseni är en nässeldjursart som först beskrevs av Saemundsson 1911.  Zygophylax levinseni ingår i släktet Zygophylax och familjen Lafoeidae. Inga underarter finns listade i Catalogue of Life.